# Formin
Formin – wieś w Słowenii, w gminie Gorišnica. W 2018 roku liczyła 358 mieszkańców.